# 45 mm M1937 (53-K)
Il 45 mm M1937 (53-K) era un cannone controcarro leggero a tiro rapido sovietico, utilizzato nelle prime fasi della guerra tedesco-sovietica. Venne progettato dal bureau del progettista M. N. Loginov. A causa dell'insufficiente potere di penetrazione venne rimpiazzato dal 45 mm M1942 a canna lunga, dotato di un'ottima precisione e una maggiore velocità iniziale.

## Sviluppo
Negli anni '30 i mezzi corazzati costituivano una delle armi più decisive e i cannoni anticarro, destinati a contrastarli, erano pertanto oggetto di grande attenzione da parte dei progettisti. Nel 1930 la fabbrica d'armi tedesca Rheinmetall-Borsig  sviluppò un cannone anticarro da 37mm (da cui derivò il PaK 36) che venne valutato da una commissione tecnica sovietica. Si trattava di un progetto molto moderno per quel tempo, e l'Armata Rossa lo giudicò così valido da acquistarne la licenza di produzione e da immetterlo in servizio come 37-мм противотанковая пушка 1-K 1930g, ossia "cannone anticarro 1-K da 37mm M1930". Nel frattempo, in Urss era stata sviluppata la munizione 45 x 310mm R, che appariva più adatta del calibro 37mm originale, e presso l'arsenale di Stato n. 8 di Kaliningrad, incaricato della progettazione, il cannone venne modificato incavalcando una bocca da fuoco da 45 mm su un affusto a code divaricabili, modificato con l'applicazione di ruote a raggi con pneumatico adatte alla trazione meccanica, anziché in legno come nel precedente modello da 37 mm. Il risultato fu un cannone anticarro semiautomatico leggero, cui fu data la designazione di fabbrica 19-K; fu adottato dall'Armata rossa nel 1932 e da questa denominato 45-мм противотанковая пушка 19-K образца 1932г, che divenne il cannone anticarro standard dell'Armata Rossa e prodotto in migliaia di esemplari. Nel 1937 il pezzo fu modificato nei comandi e nell'ottica di puntamento e alleggerito, e prese la sua forma definitiva come 45-мм противотанковая пушка образца 53-K 1937 года, cioè "cannone anticarro da 45mm M1937". Prodotto in massa, fu distribuito in gran numero alle unità controcarri dell'Armata Rossa.
Nel 1938 ne fu prodotta una versione modificata per carri armati (M1938), impiegata sui carri leggeri BT-7 e T-26.
La produzione di massa del M1937 cessò nel 1943, attestandosi a 37.354 esemplari.

## Impiego operativo
Due cannoni M1937 formavano un plotone anticarro, assegnato ad ogni battaglione di fanteria sovietico. Dodici cannoni aggiuntivi, riuniti in un battaglione anticarro su tre batterie, erano assegnati a livello di divisione di fucilieri. Il pezzo venne anche assegnato ai reggimenti anticarro autonomi, su 4-5 batterie di 4 cannoni ciascuna. Il cannone era solitamente trainato da un autocarro leggero o da un trattore cingolato Komsomolets, che trasportavano anche la squadra di servizio e le munizioni.
Venne impiegato in Spagna (nella versione M1932) dall'Esercito Repubblicano dove si dimostrò efficace contro i piccoli mezzi corazzati italiani e tedeschi. In seno alle squadre controcarri dell'Armata Rossa venne impiegato nella Guerra d'Inverno contro la Finlandia, durante la quale ebbe poche occasioni di contrastare i pochi e obsoleti mezzi corazzati finlandesi. Si rivelò comunque un'ottima arma di appoggio alla fanteria e l'Armata Rossa ebbe l'errata impressione che il M1937 fosse tutto ciò che serviva.
Nel 1941 invece, nelle prime fasi della guerra tedesco-sovietica, si dimostrò inefficace contro i carri armati  ed i blindati trasporto truppe della Wehrmacht. I primi modelli di Panzer III e Panzer IV potevano essere messi fuori combattimento dal M1937 solo a breve distanza, esponendo i serventi sovietici a grande pericolo: i rapporti dell'epoca parlano infatti dei cannonieri sovietici ingaggiati e falciati dalle mitragliatrici dei carri tedeschi ben prima che potessero impiegare utilmente i loro M1937. Pur essendo evidentemente inadeguato nel ruolo controcarri, l'Armata Rossa non aveva altro e l'M1937 dovette pertanto rimanere in servizio fino al 1942, quando venne rimpiazzato da un'arma di nuova progettazione, il più potente 45 mm M1942.
Molto più riuscito fu il M1937 come cannone d'appoggio alla fanteria: l'elevata cadenza di tiro e le molte schegge causate dalle granate a frammentazione ne facevano un'arma molto temuta dalla fanteria tedesca. Aveva inoltre il vantaggio di essere piccolo e leggero e pertanto facile da mettere in batteria e da occultare; l'estrema robustezza e l'affidabilità in ogni condizione ambientale, tipiche delle realizzazioni sovietiche, erano altre caratteristiche positive dell'arma. In tale ruolo, il 53-K M1937 fu estesamente usato per tutta la guerra.
Il M1937 venne impiegato anche dalle forze armate tedesche, che ne catturarono grandi quantità nelle prime fasi dell'invasione dell'Urss, con la designazione 4.5 cm Pak 184/1(r) e dalla Finlandia, come K-37.
Dopo la Seconda guerra mondiale il M1937 fu abbondantemente ceduto a quasi tutte le nazioni sotto l'influenza sovietica; presso alcuni Stati africani, rimase in servizio fino agli anni '70 del XX secolo.

## Tecnica

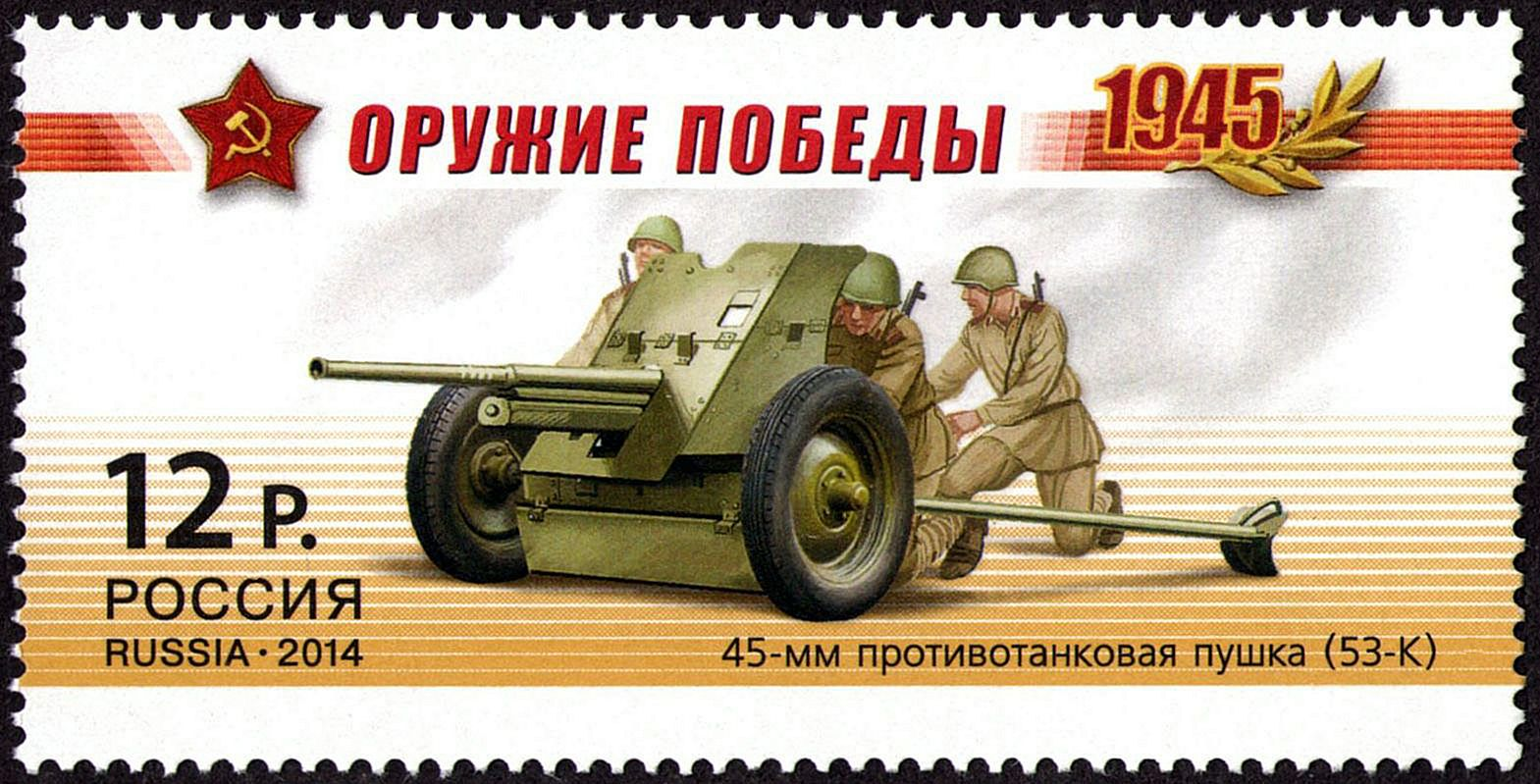
Francobollo russo da 12 rubli del 2014 che celebra il cannone 45mm M1937

La ditta tedesca Rheinmetall-Borsig era fra le principali produttrici di armamenti dell'epoca e nel 1930 progettò un cannone da 37mm che presentava molte caratteristiche avanzatissime per quei tempi e che furono attentamente studiate dagli esperti: otturatore semiautomatico a scorrimento verticale, affusto leggero a code tubolari divaricabili, scudo bene inclinato, bocca da fuoco lunga per imprimere buona velocità iniziale al proietto. Ne risultò un cannone leggero e  (per l'epoca) potente, facile da impiegare e da trasportare, nel calibro di 37mm che allora era giudicato ideale per affrontare i carri armati in servizio, le cui corazze non superavano i 25-30mm.

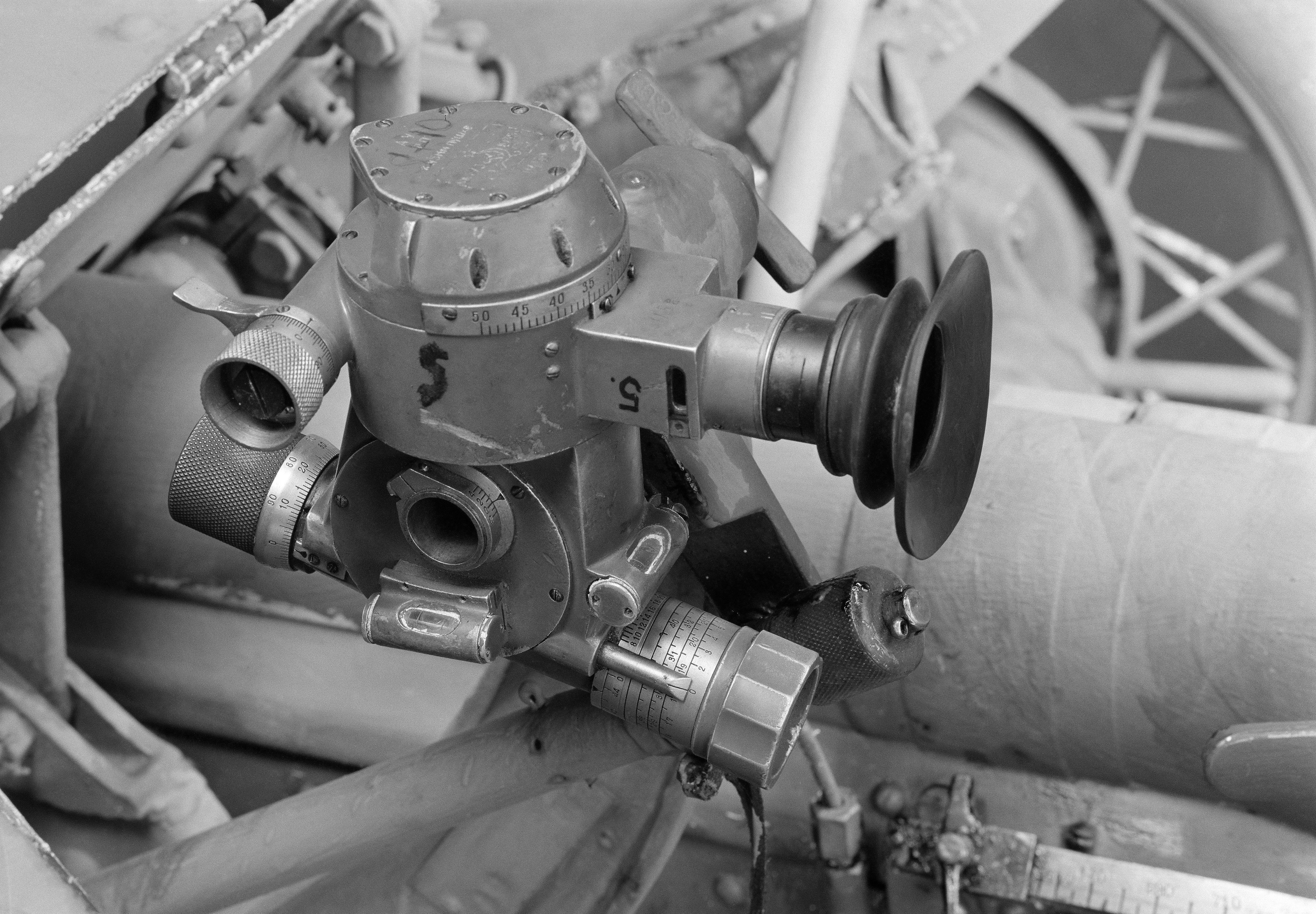
Ottica di puntamento di un cannone da 45mm M1937 (53-k) in servizio nell'esercito finlandese. La Finlandia designò l'arma K-37.

Fra le molte nazioni che rimasero impressionate dal pezzo della Rheinmetall e lo adottarono, ci fu l'Unione Sovietica che lo produsse su licenza fin dal 1931; nel 1932 i sovietici ebbero a disposizione la munizione 45 x 310mm R che offriva migliore gittata e penetrazione e i tecnici sovietici non fecero altro che montare la bocca da fuoco da 45mm sull'affusto del M1931, mettendo in produzione il tutto come M1932: il cannone così ottenuto riuniva perciò tutte le caratteristiche sopra elencate con un calibro che allora era fra i più performanti quanto a capacità controcarri; inoltre le granate da 45mm nella versione shrapnel (a frammentazione) erano più adatte di quelle da 37mm anche nel ruolo antipersonale. Sempre nel 1932 i sovietici sostituirono le ruote in legno a raggi del M1930, per la trazione animale, con ruote a cerchione e pneumatico adatte alla trazione meccanica. L'arma prese la sigla 19-K 1932g
Nel 1937 il pezzo fu alleggerito e furono semplificati i comandi (volantini di elevazione e direzione) e l'ottica fu migliorata: l'arma fu ridesignata 53-K 1937g e divenne la versione standard.
L'otturatore semiautomatico a scorrimento verticale è la parte più interessante dell'arma: agendo sulla leva di apertura sul lato destro della culatta, l'otturatore si abbassa e il servente introduce un colpo in camera. A quel punto l'otturatore va in chiusura da sé e il pezzo è pronto a sparare. La leva di sparo è ambidestra in modo che anche l'addetto al caricamento possa, se occorre, far fuoco. È presente una sicura sul percussore e un comando per il caricamento interamente manuale.
La leggerezza e maneggevolezza delle munizioni 45 x 310 mm R fa sì che una squadra di cannonieri bene addestrata possa facilmente raggiungere cadenze di tiro anche di 20 colpi al minuto: una batteria di 4 pezzi può quindi sparare ben 80 granate al minuto, perforanti o ad alto esplosivo, il che rende l'idea dell'effetto che il piccolo cannone sovietico doveva avere sulla fanteria allo scoperto. Il pezzo stesso è leggero (560kg) e facile da spostare e nascondere, anche nella neve; qualunque slitta o carro agricolo, abbondanti in tutta la Russia, poteva essere usato per trasportarlo, il che gli dava un indubbio valore tattico come arma di appoggio per la fanteria, sebbene come pezzo anticarro si rivelò del tutto insufficiente dopo il 1941.
L'arma è costruita secondo i consueti standard sovietici di robustezza e affidabilità e si rivelò in grado di sopportare ogni condizione d'impiego.

## 21-K
La bocca da fuoco del 53-K venne anche usata su un affusto a piedistallo ed impiegata dalla Marina sovietica come arma antiaerea imbarcata all'inizio del 1934. In questo ruolo si rivelò deludente, in quanto doveva essere caricata manualmente, raggiungendo quindi una cadenza di tiro di solo 25-30 colpi al minuto; mancava inoltre tra il munizionamento disponibile una granata con spoletta a tempo.

## Munizionamento
- Munizioni disponibili:

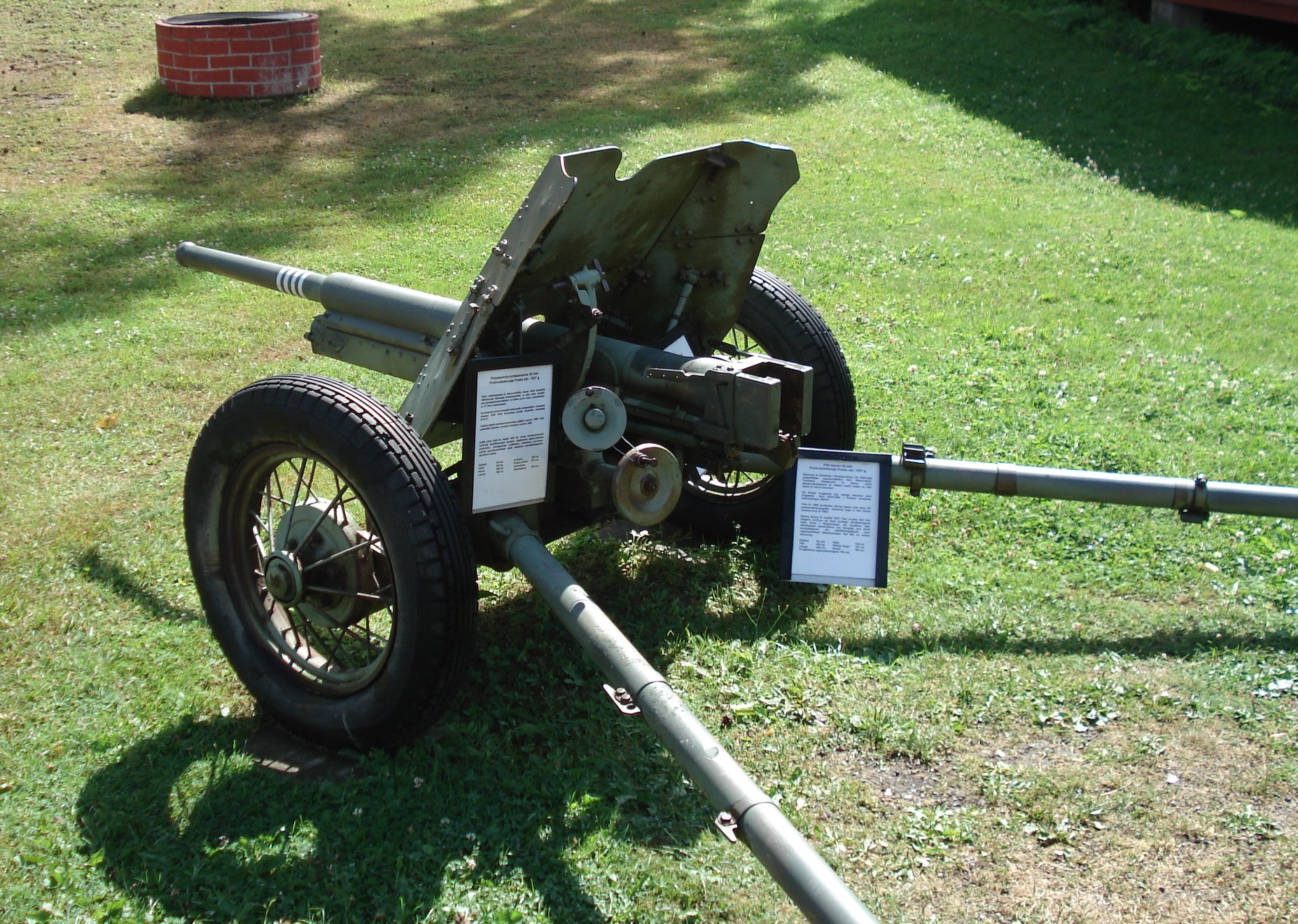
Vista posteriore.

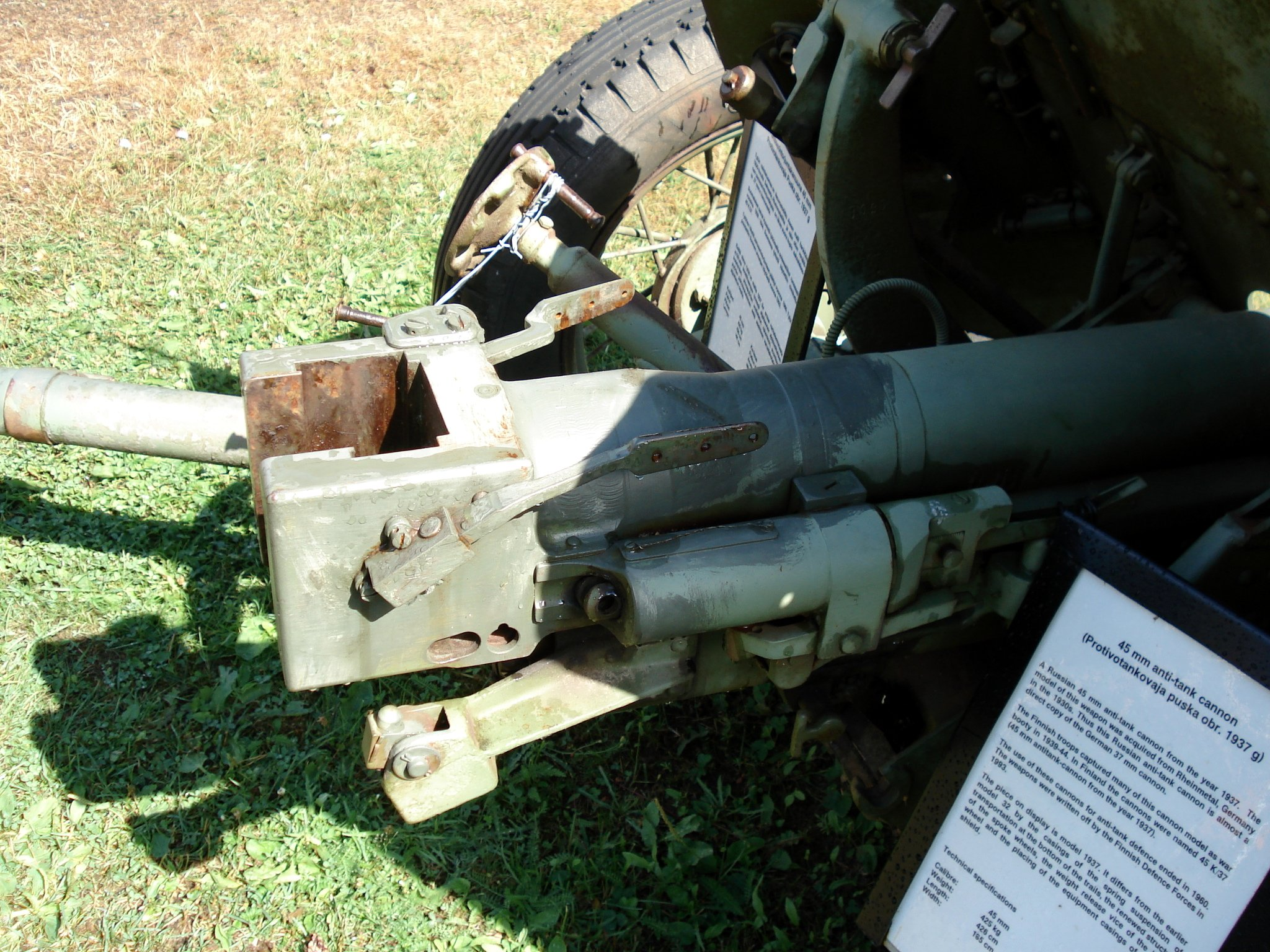
Culatta.

  - perforanti: AP B-240/BR-240, APCR BR-240P.
  - frammentazione.
  - mitraglia.
  - fumogena.
  - perforante chimica.
- Peso (AP): 1,43 kg
- Penetrazione:
  - AP, piastra inclinata a 90°:
    - a 500 m: 43 mm
    - a 1000 m: 32 mm

  - AP, piastra inclinata a 60°:
    - a 500 m: 38 mm
    - a 1000 m: 23 mm

  - APCR, piastra inclinata a 90°:
    - a 100 m: 88 mm
    - a 500 m: 66 mm

## Collegamenti
video sull'impiego del M1937:
https://www.youtube.com/watch?v=j3H5_ik4r6c